# 傑克·哈洛
傑克曼·湯瑪斯·哈洛（英語：Jackman Thomas Harlow；1998年3月13日—），美國饒舌歌手。2015年出道，18年被簽入Don Cannon和DJ德拉马旗下唱片公司Generation Now。首支熱門單曲〈Whats Poppin〉於2020年推出，一舉登上Billboard Hot 100亞軍，並獲得葛萊美獎提名。哈洛後續憑藉〈天生巨星〉和〈頭等艙〉拿下《告示牌》排行冠軍。